# Escola de Combate da Guarda Nacional Sueca
A Escola de Combate da Guarda Nacional Sueca (em sueco: Hemvärnets stridsskola) também designado pela sigla HvSS, é uma escola prática das Forças Armadas da Suécia, instalada em Vällinge, perto da cidade de Södertälje, no Centro da Suécia.

Este estabelecimento de ensino está vocacionado para a formação do pessoal de comando da Guarda Nacional Sueca, um corpo de reservistas voluntários das Forças Armadas da Suécia.
Além disto, a escola é um centro de coordenação e desenvolvimento das atividades da referida Guarda Nacional.

O pessoal desta unidade é constituído por 20 oficiais profissionais, 20 funcionários civis e 2 oficiais da reserva.

## Ver também

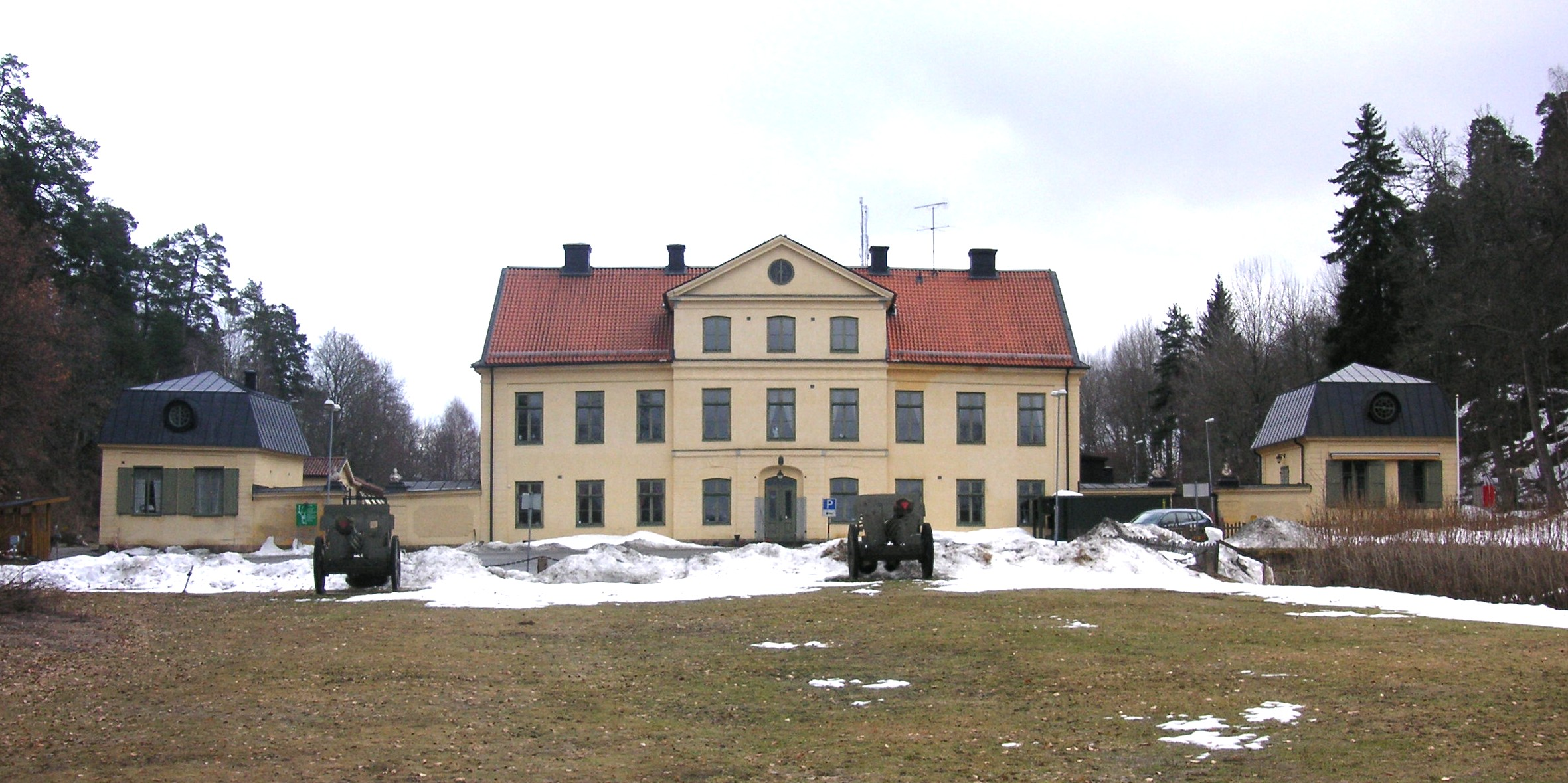
A Escola de Combate da Guarda Nacional Sueca em Vällinge